# Anzsero-Szudzsenszk
Anzsero-Szudzsenszk (oroszul: Анжеро-Судженск) város Oroszország Kemerovói területén.
Népessége: 76 646 fő (a 2010. évi népszámláláskor).

## Elhelyezkedése
Kemerovo területi székhelytől közúton kb. 100 km-re északra, a Kuznyecki-Alatau nyúlványaitól északra helyezkedik el. Közlekedési csomópont, vasútállomás a Transzszibériai vasútvonal Novoszibirszk–Krasznojarszk közötti szakaszán. A fővonalból dél felé leágazó vasúti mellékvonal köti össze Kemerovóval.

## Története
A tajgával borított körzetben a 19. század első felében csak néhány orosz falu jött létre, köztük 1845-ben Szudzsenka. Környékén 1897-ben kezdtek szenet bányászni, a közeli Anzserka mellett egy évvel később. Utóbbi a helyi Anzsera folyóról kapta nevét, előbbit a Kurszki kormányzóság Szudzsa nevű folyójáról és városáról nevezték el az onnan érkezett telepesek. 
Az itt épülő vasútvonal mellett alakult ki a Kuznyecki-medence legrégebbi bányavidéke. A fellendülő bányászat miatt Anzserka és Szudzsenka népessége gyorsan növekedett. A szovjet korszakban újabb iparvállalatokat alapítottak, a hiányzó munkaerőt ukránok, beloruszok, tatárok, csuvasok, mordvinok, valamint kuláknak minősített orosz parasztcsaládok kényszeráttelepítésével pótolták. A két helység 1928-ban Anzsero-Szudzsenka néven egyesült, és a település 1931-ben városi rangot kapott (Anzsero-Szudzsenszk). Népessége ekkor már meghaladta a hetvenezer főt. A háború idején és után más nemzetiségűek érkeztek (örmények a Kaukázusból, németek a Volga-mellékről, észtek a Baltikumból, stb.), és 1947-re a város lélekszáma százezer fölé emelkedett.

## Gazdasága a 21. században
A városhoz kapcsolódó szénbányászat a 2010-es évek végére nagyrészt megszűnt, bár 2020-ban a várostól északra egy új külfejtés megnyitását készítették elő (Scserbinovkai kőszén lelőhely). A széndúsító azonban továbbra is üzemel; eredetileg 1954-ben helyezték üzembe és a századforduló éveiben privatizálták.
A város nagy gépipari vállalata több mint százéves múltra tekint vissza, 2005 óta részvénytársasági formában működik. Bányagépeket, fúróberendezéseket, szállítószalagokat állít elő.
Az üveggyártás 1947-ben kezdődött, a város üveggyára elsősorban ablaküveget állított elő a szibériai városok számára. Az 1970-es években már korszerűsítésre, új technológiák átvételére lett volna szükség, de ez elmaradt. A piaci viszonyokra való áttéréskor, az 1990-es években a korszerűtlenül termelő gyár nem bírta a versenyt és csakhamar csődbe ment, 2002-ben végleg bezárt. Hasonló sorsa jutott a város nagy textilkombinátja is.
A vegyészeti és gyógyszergyár a moszkvai Szemasko Gyógyszergyár evakuált berendezéseivel 1942-ben kezdte meg a termelést. A Szovjetunió felbomlása utáni években, 1996-ban és 2002-ben is csődeljárás alatt állt, termelése lényegében megszűnt, csak infúziós oldatokat készített. Végül a Cipruson bejegyzett Avexima Ltd. többségi (99%) tulajdonában álló Avekszima Szibir Rt. (ОАО Авексима Сибирь) vásárolta meg. A korszerűsített üzemek egy részében 2014 végén indult újra a gyógyszergyártás.
2006-ban gazdasági társaság alakult a rétegelt lemez gyártás meghonosítására. A gyártást 2011-ben készültek beindítani, de időközben a külföldi partnercég kihátrált a projektből, és a társaság csődbe ment. Az ingatlan tulajdonjogát a csak részben felépült gyárral 2020 nyarán egy voronyezsi cég vásárolta meg.
Közvetlenül a város mellett nagy kőolajfinomító épült és 2013-ban kezdett termelni. Bővítését, az építkezés második lépcsőjének befejezését 2020 végére ígérték.

## Kultúra, felsőoktatás
1945-ben lelkes műkedvelők színházat alapítottak és decemberben megtartották első bemutatójukat. Az előadásokat a kultúrház szűkös színpadán tartották. 1951-ben központi intézkedéssel a színházat, illetve a társulatot a Kemerovói terület másik ipari városába, Prokofjevszkbe helyezték át. A kultúrházat 1924-25-ben építették, az 1960-es években felújították és 1967-ben nyitották meg, majd 2007-ben ismét felújították.
A Kemerovói Állami Egyetem itteni filiáléját 1991-ben hozták létre. Az intézmény akkor még a tomszki egyetemhez tartozott és csak tanárképzéssel foglalkozott. 
1998-ban átszervezték, akkor lett a kemerovói egyetem filiáléja. Nappali és levelezői tagozatán 2012-ben összesen több mint 2000 hallgató tanult. 2016-ban már csak 720 hallgatója volt és új felvételt nem is hirdetett, mivel akkor jelentették be, hogy a filiálét megszüntetik.